# Villa Cesarina
Villa Cesarina es una residencia histórica de Valganna en Lombardía, Italia.

## Historia
El palacete fue construido en 1906 según el proyecto del ingeniero milanés Vittorio Verganti por encargo de la familia Calegari.

## Descripción
La villa se encuentra en las cuestas del valle de Valganna. Su posición dominante permite disfrutar las vistas panorámicas al lago de Ganna. Está rodeada por un gran parque de árboles antiguos.
El edificio, que se desarrolla en tres niveles coronados por una pequeña torre, presenta uno estilo modernista. Decoraciones floreales, paramentos de almohadillado, ménsulas y aberturas circulares decoran las fachadas.

## Enlaces externons
- Wikimedia Commons alberga una categoría multimedia sobre Villa Cesarina.
- Esta obra contiene una traducción  derivada de «Villa Cesarina» de Wikipedia en italiano, publicada por sus editores bajo la Licencia de documentación libre de GNU y la Licencia Creative Commons Atribución-CompartirIgual 4.0 Internacional.

- Datos: Q104698444
- Multimedia: Villa Cesarina / Q104698444